# Killing the Dragon
Killing the Dragon — девятый студийный альбом американской хэви-метал группы Dio. Выпущен 21 мая 2002 года на лейбле Spitfire Records и спродюсирован лично Ронни Джеймсом Дио.
По словам Дио, большим толчком для написания новых песен послужило возвращение в группу Джимми Бэйна.
Альбом был переиздан в 2007 году на двухдисковом сборнике вместе с Magica.

## Символизм
В интервью на телевизионном шоу Uranium Дио пояснил, что дракон на обложке альбома символизирует технологии. Музыкант выразил озабоченность по поводу угрозы технологий будущему общества. Дио уточнил, что титульный трек про «тех, кто совершает несправедливость» и про то, «что́ мир делает, чтобы остановить их». «В фантастических сказках драконы были печально известны тем, что крадут детей. В первой части песни я пою „Кто-то забрал ребёнка“ („Someone has taken a child“). Вторая часть о жестоком феодале. Третья часть об „электронном крепостном праве“ („electronic serfdom“)». Дио также выразил убеждение, что компьютер стал богом в современном обществе. «Это маленький Бог с электрическим сердцем (…) Это время, чтобы восстать против него. („It is a small god with an electrical heart (…) It is time to rebel against it.“)»

## Клип
Песня «Push» стала хитом и на неё был снят клип с участием Tenacious D, которые сыграли пародию на самую знаменитую песню Дио, записанную с Black Sabbath, — «Heaven and Hell». Дио подходит к ним, чтобы сказать, что готов заплатить им, лишь бы только они пели свой репертуар.
В интервью 2005 года Ронни Джеймс Дио рассказал, что во время съемок этого клипа он подружился с фронтменом Tenacious D, Джеком Блэком, который рассказал Дио о своих планах снять фильм про Tenacious D и попросил его сыграть самого себя в небольшом эпизоде. Фильм получил название «Tenacious D: медиатор судьбы». Режиссёром стал Билл Шахт, который уже продюсировал фильмы для Alice Cooper, Amon Amarth, Sister Sin, Yngwie Malmsteen, Saxon, и пр..

## Список композиций
Все тексты написаны Ронни Джеймсом Дио. Издание «Limited Tour Edition» идет в слипкейсе с постером и содержит две бонусные композиции, на которых Дио выступает с Deep Purple; эти треки также были включены в альбом Deep Purple 2001 года Live at the Rotterdam Ahoy.
| №   | Название               | Музыка            | Длительность |
| --- | ---------------------- | ----------------- | ------------ |
| 1.  | «Killing the Dragon»   | Бэйн, Дио         | 4:25         |
| 2.  | «Along Comes a Spider» | Олдрич, Бэйн, Дио | 3:32         |
| 3.  | «Scream»               | Олдрич, Бэйн, Дио | 5:02         |
| 4.  | «Better in the Dark»   | Бэйн, Дио         | 3:43         |
| 5.  | «Rock & Roll»          | Бэйн, Дио, Голди  | 6:11         |
| 6.  | «Push»                 | Бэйн, Дио, Голди  | 4:08         |
| 7.  | «Guilty»               | Бэйн, Дио         | 4:25         |
| 8.  | «Throw Away Children»  | Дио, Голди        | 5:35         |
| 9.  | «Before the Fall»      | Бэйн, Дио         | 3:48         |
| 10. | «Cold Feet»            | Бэйн, Дио         | 4:11         |

| №   | Название                     | Музыка                                   | Длительность |
| --- | ---------------------------- | ---------------------------------------- | ------------ |
| 11. | «Fever Dreams (Live)»        | Дио                                      |              |
| 12. | «Rainbow in the Dark (Live)» | Винни Апписи, Бэйн, Вивиан Кэмпбелл, Дио |              |

## Участники записи
В записи Killing the Dragon принял участие гитарист Даг Олдрич. Ранее он выступал с Burning Rain, а затем присоединился к группе Whitesnake. Предыдущий гитарист Крэйг Голди стал соавтором некоторых песен, прежде чем покинуть группу. Он вернулся в 2004 году для записи Master of the Moon.
- Ронни Джеймс Дио — вокал
- Даг Олдрич — гитара
- Джимми Бэйн — бас
- Скотт Уоррен — клавишные
- Саймон Райт — ударные

Сессионные музыканты
- Скотт Уоррен — клавишные на «Before the Fall»
- Детский хор King Harbour — хор на «Throw Away Children»

## Позиции в чартах
- Австрия — 70
- Германия — 30
- США — 199
- Финляндия — 28
- Швеция — 24
- Япония — 85